# Kalevi Holsti
Kalevi „Kal“ Jaakko Holsti (* 1935 in Genf) ist ein kanadischer Politikwissenschaftler finnischer Herkunft. Sein Fachgebiet sind die Internationalen Beziehungen.

## Leben
Holsti wurde 1935 in Genf geboren und war bis 1956 finnischer Staatsbürger. Sein älterer Bruder Ole (1933–2020) wurde ebenfalls dort geboren. Ihr Vater war der finnische Außenminister Rudolf Holsti (1881–1945). Kalevi Holsti machte seinen Ph.D. an der Stanford University. Seit 1962 wirkt er an der University of British Columbia in Kanada. 1983 wurde er zum Mitglied der Royal Society of Canada gewählt. 1986/87 amtierte er als Präsident der International Studies Association (ISA). 2005 wurde er zum Mitglied der Finnischen Akademie der Wissenschaften ernannt.
Er ist „University Killam Professor Emeritus“ der University of British Columbia. Holsti arbeitet dort im „Liu Institute for Global Issues“.